# Station Tournon-Saint-Martin
Station Tournon-Saint-Martin is een spoorwegstation in de Franse gemeente Tournon-Saint-Martin. Het station is gesloten.